# تیک، تیک... بوم! (فیلم)
تیک، تیک… بوم! (به انگلیسی: Tick, Tick... Boom!) یک فیلم زندگی‌نامه‌ای، درام و موزیکال آمریکایی به کارگردانی لین-منوئل میرندا در اولین کارگردانی خود که براساس موسیقی نیمه اتوبیوگرافی به همین نام توسط جاناتان لارسون ساخته شده‌است. در این فیلم بازیگرانی چون اندرو گارفیلد، الکساندرا شیپ، ونسا هاجنز، رابین دو ژسوس، جوشوا هنری، جودیت لایت و برادلی وایتفورد حضور دارند. این فیلم در سال ۲۰۲۱ از شبکه نتفلیکس منتشر شد.اندرو گارفیلد به خاطر بازی در نقش جاناتان لارسون گلدن گلوب گرفت

## داستان
یک آهنگساز مشتاق تئاتر با نزدیک شدن به ۳۰ سالگی و احساس نزدیک بودن به رؤیای خود، بحران میانسالی را تحمل نمی‌کند.

## بازیگران
- اندرو گارفیلد در نقش جاناتان لارسون
- ونسا هاجنز در نقش کارسا جانسون
- الکساندرا شیپ در نقش سوزان
- رابین دو ژسوس در نقش مایکل
- جوشوا هنری در نقش راجر
- جودیت لایت در نقش روزا استیونز
- برادلی وایتفورد در نقش استیون سوندهایم
- نوح رابینز[۴][۵][۶][۷][۸]
- اوتکارش آمبودکار

## تولید
فیلم‌برداری اصلی در مارس ۲۰۲۰ آغاز شد. از آوریل سال ۲۰۲۰، فیلمبرداری به دلیل دنیاگیری کووید ۱۹ تعطیل شده بود. گزارش شده‌است که تولید در اکتبر سال ۲۰۲۰ از سر گرفته شده‌است. فیلمبرداری در نوامبر ۲۰۲۰ به پایان رسید.

## طرح
در سال ۱۹۹۲، جاناتان لارسون مونولوگ راک خود را به نام تیک، تیک اجرا می‌کند. . . رونق! در کارگاه تئاتر نیویورک، با همراهی دوستان راجر و کارسا. او صدای تیک تیک بی وقفه ای را که در سرش می‌شنود توصیف می‌کند و شروع به گفتن داستان خود می‌کند. راوی نادیده ای توضیح می‌دهد که این فیلم داستان واقعی جاناتان لارسون است، «به جز قسمت‌هایی که [او] ساخته‌است.»
در اوایل سال ۱۹۹۰، جاناتان با آماده شدن برای کارگاهی از پروژه موسیقی و عشق خود Superbia، در Moondance Diner در سوهو کار می‌کند. او قبل از ۳۰ سالگی برای موفقیت احساس فشار می‌کند: در حالی که بیش از یک هفته به تولدش مانده‌است، او کارگاه را آخرین فرصت خود می‌بیند. او با دوستانش، از جمله هم اتاقی سابقش مایکل، دوست دخترش سوزان، و پیشخدمت‌های دیگر فردی و کارولین، مهمانی در خانه دارد. سوزان به جاناتان در مورد شغل معلمی در بالش جیکوب می‌گوید و از او می‌خواهد که بیاید.
مایکل که قبلاً تئاتر را به خاطر یک حرفه تبلیغاتی پردرآمد ترک کرد، پیشنهاد سوزان را فرصتی برای جاناتان می‌بیند تا آینده‌ای جدی را در نظر بگیرد و از جاناتان دعوت می‌کند تا به یک گروه متمرکز تبلیغاتی در شرکتش بپیوندد. ایرا تهیه‌کننده جاناتان از او می‌خواهد که آهنگ جدیدی برای سوپربیا بنویسد زیرا داستان به آن نیاز دارد. این موضوع او را به دردسر می‌اندازد، همان‌طور که بت او استفان ساندهیم چند سال پیش در کارگاه آهنگسازی همین را به او گفت، اما او نمی‌تواند چیزی بیاورد و فقط یک هفته فرصت دارد. جاناتان در حالی که به پیشنهادات مایکل و سوزان فکر می‌کند، نمی‌تواند روی آماده شدن برای کارگاه تمرکز کند. نگرانی‌های او تنها زمانی تشدید می‌شود که از کارولین متوجه می‌شود فردی که HIV مثبت است در بیمارستان بستری شده‌است.
سوزان که از بلاتکلیفی جاناتان و وسواس نسبت به حرفه‌اش ناامید شده، از او جدا می‌شود. جاناتان برای دریافت پول برای استخدام یک گروه کامل برای کارگاه، در گروه تمرکز تبلیغات شرکت می‌کند. با این حال، او عمداً آن را خراب می‌کند و مایکل را خشمگین می‌کند، که احساس می‌کند جاناتان در حال تلف کردن امتیاز زندگی با شخصی که دوستش دارد در یک حرفه تئاتر از نظر مالی ناپایدار، کاری که مایکل نمی‌تواند به عنوان یک همجنس‌گرا در بحران ایدز انجام دهد. جاناتان پس از دریافت یک تماس دلگرم کننده از طرف مأمور خود رزا، شب قبل از کارگاه سعی می‌کند آهنگ جدید را بنویسد اما برق او قطع می‌شود. او به یک استخر می‌رود تا ناامیدی خود را از کارگاه و زندگی شخصی خود ابراز کند، قبل از اینکه سرانجام آهنگ جدید را ارائه کند.
در کارگاه دوستان، خانواده، و متخصصان صنعت، از جمله Sondheim هستند. جاناتان ستایش دریافت می‌کند اما پیشنهادی برای تولید سوپربیا ندارد. رزا او را به ادامه نوشتن تشویق می‌کند و به او می‌گوید که طرد شدن زندگی یک نویسنده برادوی است. جاناتان که دلسرد شده از مایکل التماس می‌کند که یک شغل شرکتی داشته باشد، اما مایکل که پس از دیدن کارگاه نظر خود را تغییر داده‌است، از جاناتان می‌خواهد که به تئاتر موزیکال ادامه دهد و نشان می‌دهد که او HIV مثبت است. جاناتان با درک اینکه وسواس شغلی اش به قیمت سوزان تمام شده و به دوستی او با مایکل آسیب رسانده‌است، قبل از اینکه خود را در تئاتر دلاکورت ببیند، در نیویورک سرگردان می‌شود. او یک پیانو پیدا می‌کند و به دوستی‌اش با مایکل و فداکاری‌هایی که باید برای حرفه‌اش انجام دهد فکر می‌کند. او و مایکل با هم آشتی می‌کنند.
صبح روز تولد ۳۰ سالگی جاناتان، سوندهیم با او تماس می‌گیرد و به او تبریک می‌گوید و می‌خواهد بیشتر در مورد سوپربیا صحبت کند و روحیه او را بالا می‌برد. او که جشن تولدش را در Moondance Diner برگزار می‌کند، با شنیدن اینکه فردی قرار است از بیمارستان مرخص شود، احساس آرامش می‌کند. سوزان یک نت برگ خالی به او هدیه می‌دهد تا در حرفه او کمک کند و آنها با شرایط دوستانه از هم جدا می‌شوند. او نقل می‌کند که پروژه بعدی او تیک، تیک بود. . . رونق!، قبل از اینکه او به کار بر روی پروژه قبلی که به اجاره تبدیل شد بازگردد. او فاش می‌کند که او شب قبل از اینکه رانت پیش‌نمایش آف برادوی را آغاز کند، بر اثر آنوریسم آئورت تشخیص داده نشده درگذشت. او هرگز موفقیتی را که می‌خواست تجربه نکرد، اما کارش ادامه دارد. در سال ۱۹۹۲، جاناتان آخرین آهنگ از تیک، تیک را اجرا می‌کند. . . رونق! همان‌طور که او خوش‌بینانه به آینده نگاه می‌کند.